# Динамо (стадион, Владивосток)
«Дина́мо» — многоцелевой стадион во Владивостоке. Футбольное поле в настоящее время арендуется преимущественно для проведения футбольных матчей в качестве домашней площадки футбольного клуба «Динамо». Цвета трибун стадиона соответствуют командным цветам «Динамо».

## История
Арена стадиона «Динамо» была построена в 1957 году на берегу бухты Каботажная (современное название «Спортивная Гавань»), на месте бывшей территории самого большого во Владивостоке Семёновского базара, в самом начале улицы Пекинской, которая 9 сентября 1964 была переименована в улице Адмирала Фокина, около яхт-клуба ЗАО «Востокрыбхолодфлот».
В 2004 году на стадионе был произведён ремонт, в результате которого на нём появились искусственное освещение, системы обогрева и полива. В настоящее время вместимость арены составляет 10 200 зрителей, однако в 2007 году генеральный директор футбольного клуба «Луч-Энергия» Анатолий Безняк заявлял, что она может быть увеличена до 15—17 тысяч.
В сентябре 2009 года появилась информация о том, что стадион может быть закрыт на реконструкцию из-за слабости систем противопожарной безопасности и антитеррористической защиты.
В 2023 году натуральный травяной газон был заменён на искусственный (по состоянию на 2024 год — без подогрева).

## Галерея

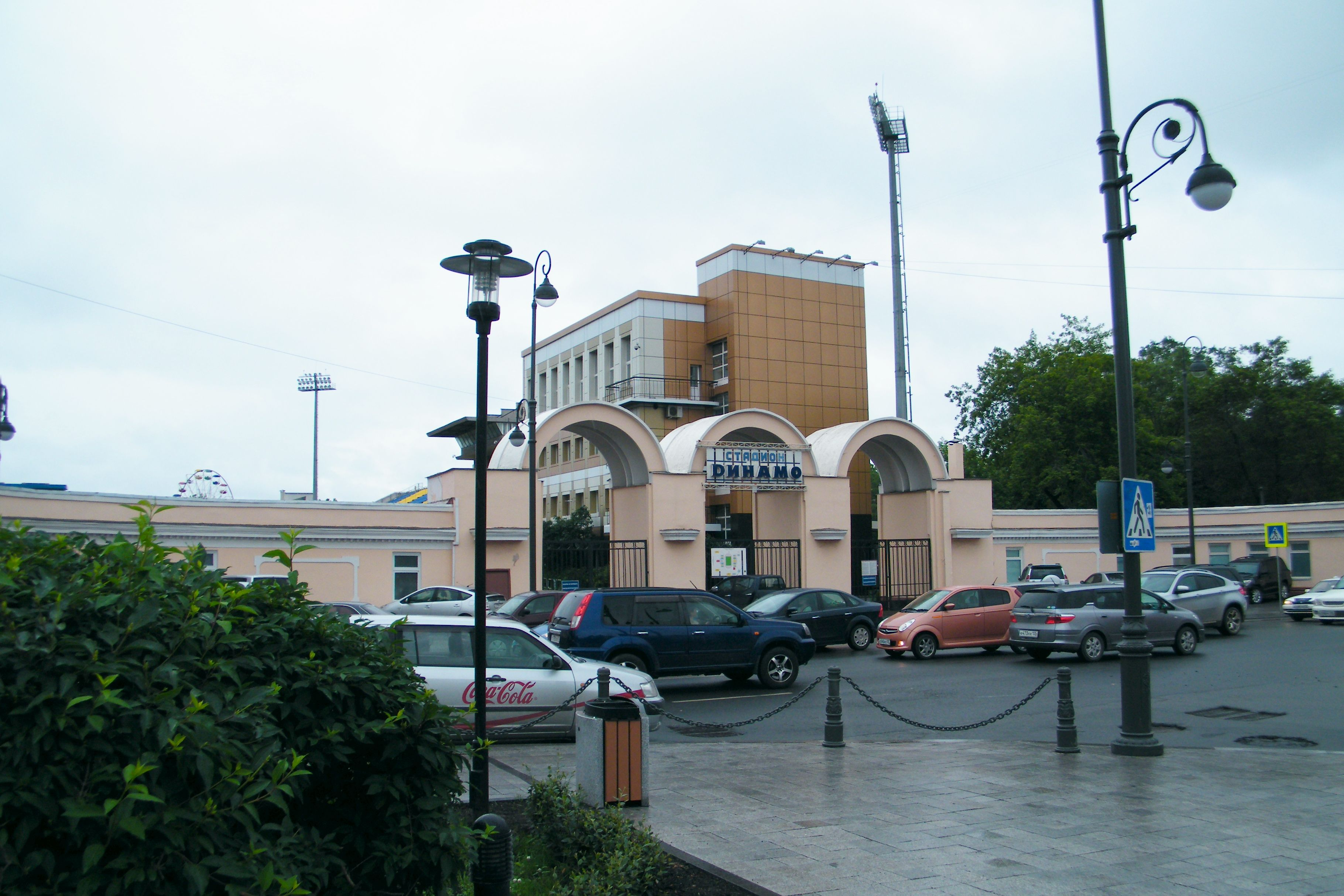
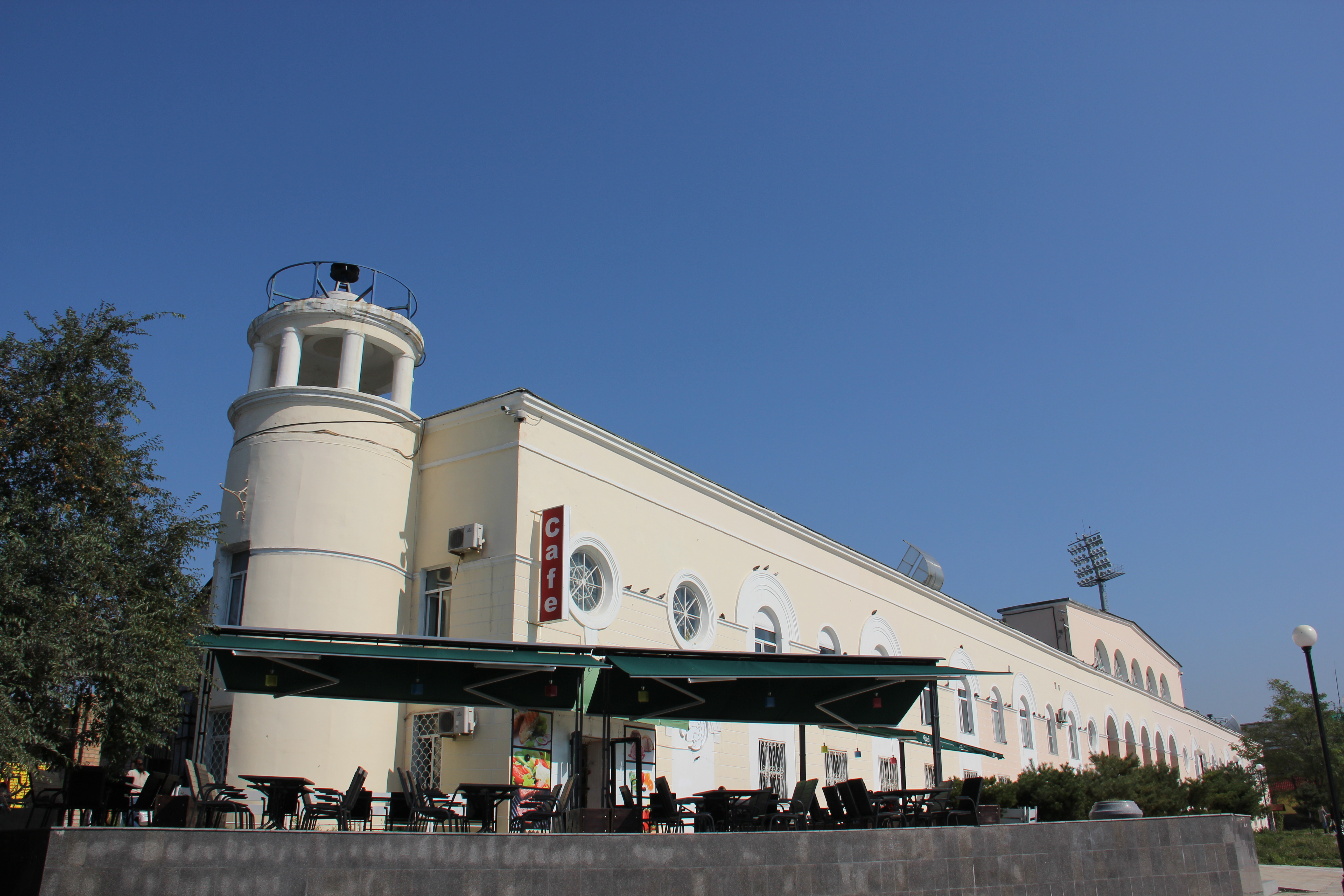
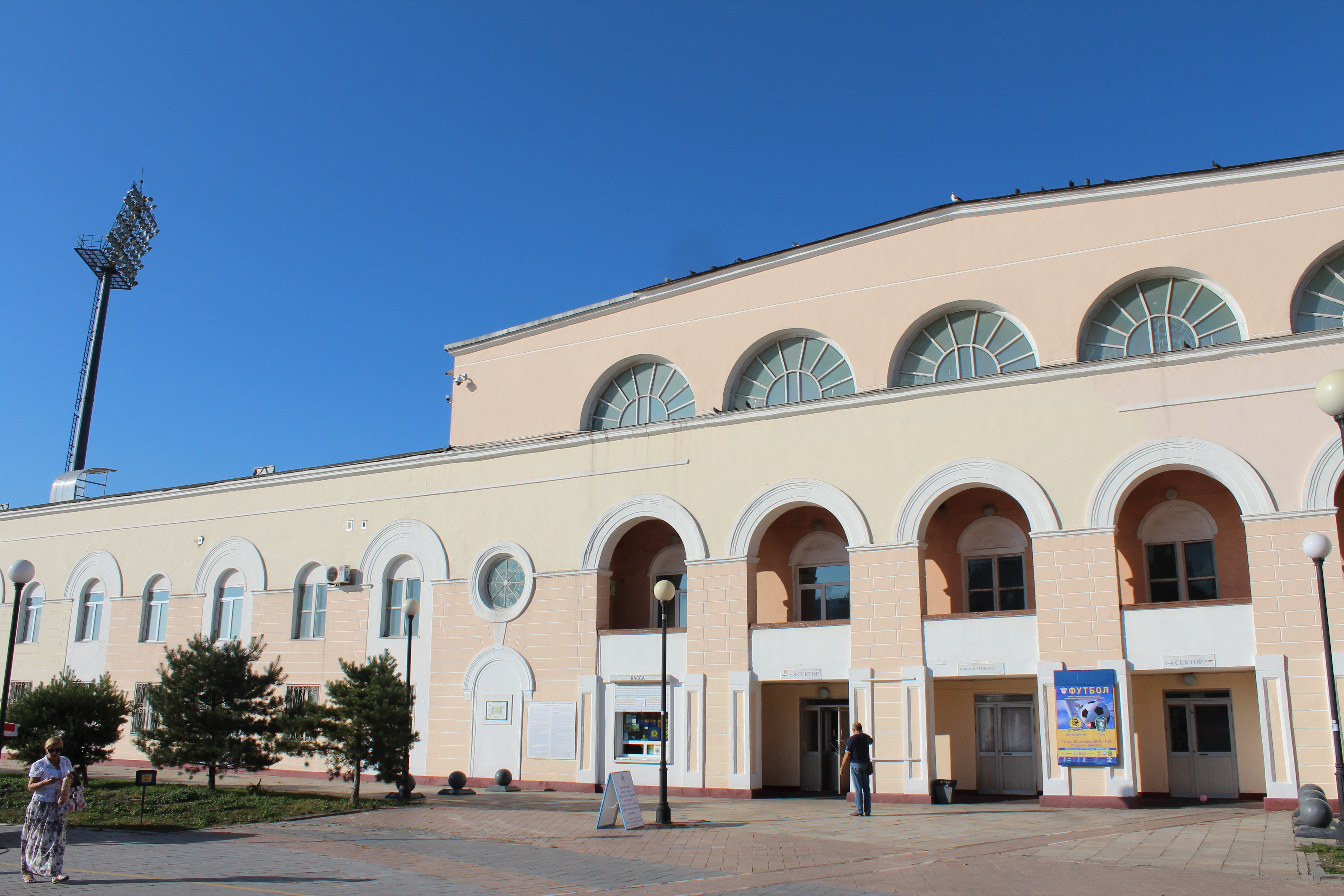
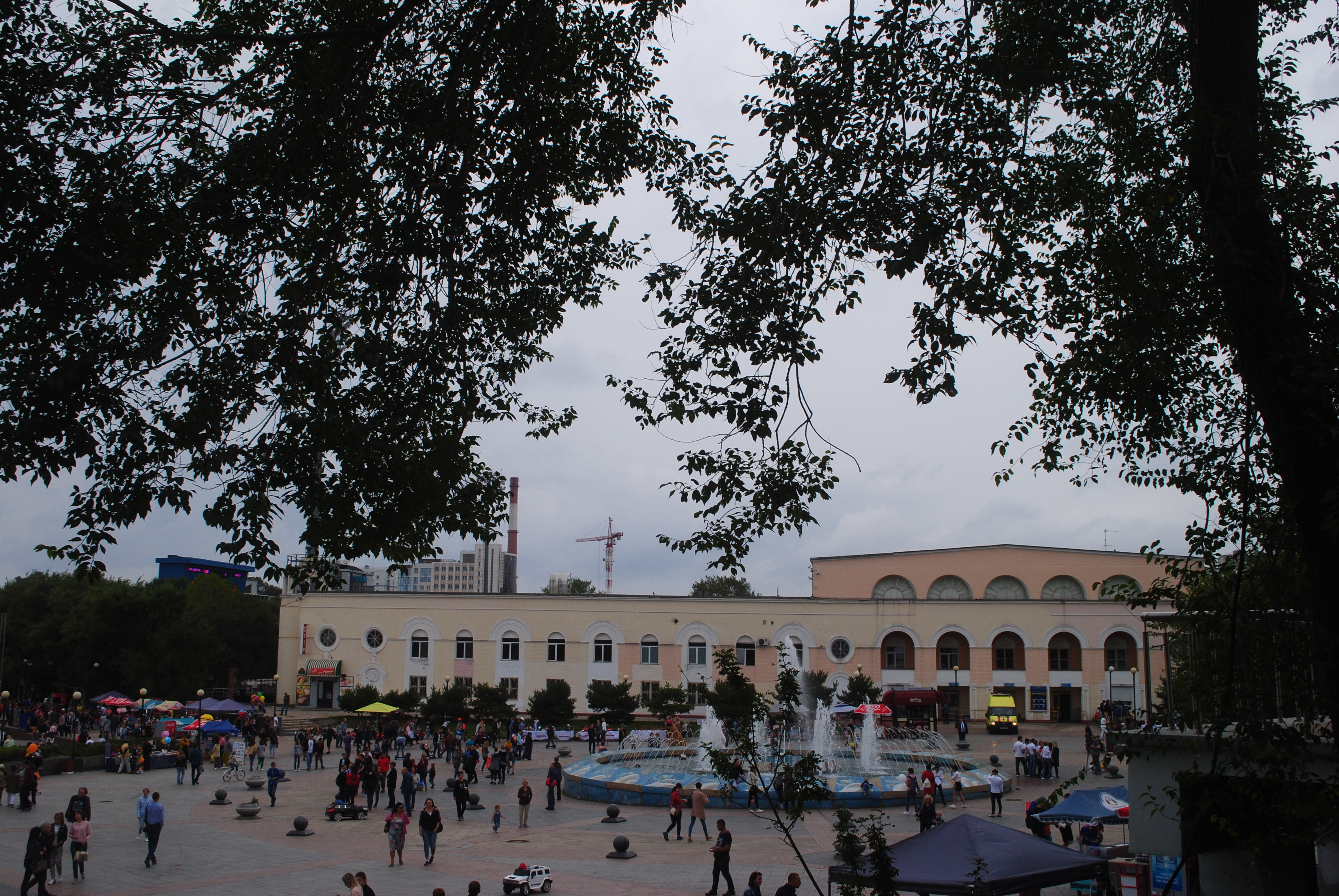
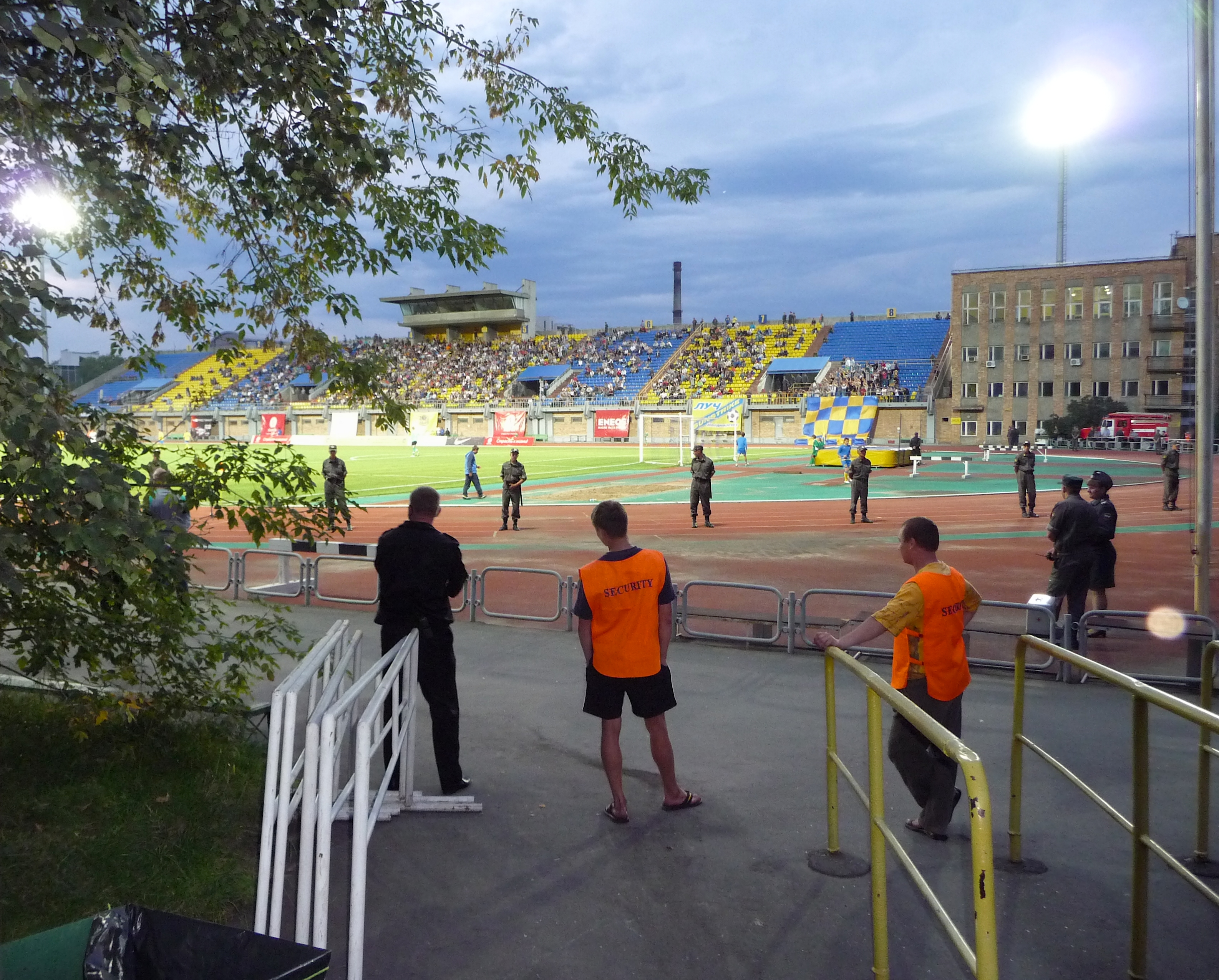